# Мазе, Зигфрид
Зи́гфрид Ма́зе (фр. Siegfried Mazet; 10 декабря 1977, Бур-де-Пеаж, департамент Дром, Франция) — французский тренер по биатлону. До 20 лет занимался лыжными гонками, затем ещё три года биатлоном. После того как завершил спортивную карьеру решил стать тренером по биатлону. Получив профильное образование шесть лет проработал тренером в региональной команде, год в юниорской сборной Франции, а с 2008 года стал тренером мужской национальной команды по биатлону. После восьми лет тренерской карьеры во французской сборной перешёл в мужскую сборную Норвегии по биатлону, спортсменов которой стал готовить к сезону 2016/17. Этот переход вызвал неоднозначную реакцию французской стороны, в частности, со стороны Мартена Фуркада, который за время сотрудничества с Мазе стал пятикратным обладателем Кубка мира по биатлону.   

## Биография

### Ранние годы
Родился 10 декабря 1977 года в коммуне Бур-де-Пеаж (департамент Дром в регионе Рона-Альпы). Несмотря на то, что деревня в которой он родился не является центром лыжных видов спорта, он рано начал заниматься лыжными гонками, а по достижении 20 лет ещё три года посвятил себя биатлону, в котором сумел достичь уровня сборной Франции по биатлону за которую выступал на Кубке Европы. Однако в связи с тем, что его результаты перестали улучшаться вооружённые силы при поддержке которых он выступал не стали продлевать с ним контракт, после чего он принял решение стать тренером. С детства дружил с будущим выдающимся французским биатлонистом Рафаэлем Пуаре, а его брат Гаэль является одним из лучших его друзей. Некоторое время состоял в специальной дружине добровольцев-пожарных в своей родной деревне и даже хотел посвятить себя этой профессии, но всё таки остановил свой выбор на тренерской карьере.    

### Тренерская карьера
Получил специализированное тренерское образования состоящее из двух этапов по два года, которое закончил учёбой в Университете Париж-юг 11 получил диплом, соответствующий статусу бакалавра. Тренерскую карьеру начал сначала в региональной команде, в которой проработал шесть лет, затем год работал в юниорской сборной Франции, а с 2008 года стал тренером мужской национальной команды по биатлону. Ещё во время работы в юниорской команде познакомился с Мартеном Фуркадом, с того времени стал его тренировать, добившись с ним крупных успехов в биатлонных соревнованиях и сумев улучшить его стрелковые навыки. Ведущий французский биатлонист позже говорил, что подружился с Мазе ещё за долго до того как он стал тренером сборной, и их взаимоотношения не укладывались в просто рамки «ученик-тренер», а были гораздо глубже. В первые годы тренерской карьеры значительное влияние на Мазе оказал Жан-Пьер Ама — французский спортсмен, специалист по пулевой стрельбе, олимпийский чемпион Атланты, ставший успешным тренером по стрельбе французской биатлонной сборной.           

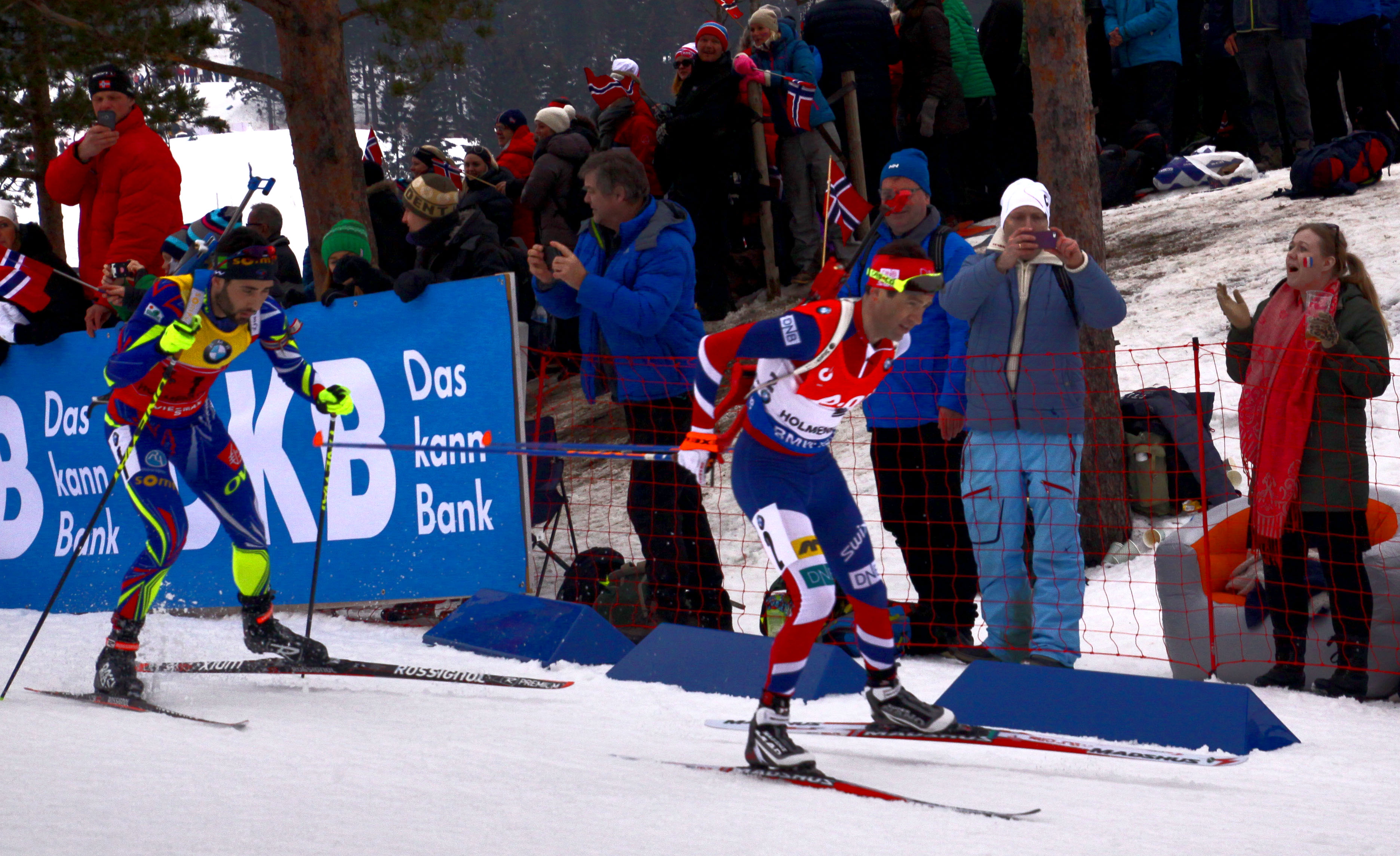
Мартен Фуркад и Уле-Эйнар Бьёрндален на чемпионате мира по биатлону 2016

Фуркад вспоминал, что одержать первую победу в общем зачёте Кубка мира в сезоне 2011/12 его мотивировали слова Мазе сказанные им в январском интервью для Canal+. Тренер разочарованный выступлением Мартена в Оберхофе сказал, что он не сможет бороться с норвежцами за Кубок мира если будет и дальше опускать руки, когда у него что-то не складывается. Сначала Фуркад разозлился, так как эти слова тренер говорил ему с глазу на глаз накануне, но когда это было показано на телевидении, то это поспособствовало его дальнейшему прогрессу: «Я, наконец, понял. И больше не забыл».           
После восьми лет тренерской карьеры во французской сборной и десяти лет работы с Фуркадом Мазе перешёл в мужскую сборную Норвегии по биатлону, спортсменов которой стал готовить к сезону-2016/17, хотя перед этим продлил контракт с федерацией лыжных видов Франции (FFS) до 2018 года. Другим тренером сборной выступил Эгиль Кристиансен, который стал ответственным за физические и технические тренировки, а Мазе должен руководить стрелковой подготовкой. Лидер норвежской сборной Эмиль Хегле Свендсен заявил о переходе Мазе, что его следует рассматривать как «самый крутой поворот в норвежском биатлоне за много лет». Во французской сборной и федерации биатлона очень неоднозначно восприняли этот переход, что возмутило Мазе, который сказал, что он по семь месяцев в году на протяжении восьми лет проводил с командой и не ожидал такой реакции, так как его фактически объявили предателем. Особенно болезненно воспринял этот неожиданный переход Фуркад, который за время своего сотрудничества с Мазе стал пятикратным обладателем Кубка мира по биатлону. В своей автобиографии «Моя мечта о золоте и снеге» он писал, что переход Мазе в «стан своих злейших врагов» он расценил как предательство, и обвинил Федерацию биатлона Норвегии в намерении дестабилизировать его подготовку. Норвежский биатлонист Йоханнес Бё, высказал предположение, что в этой книге Фуркад намеренно преувеличил свои эмоции на переход Мазе из французской в норвежскую сборную, с целью придания своей автобиографии большего драматизма и повышения её продаж.          
Мазе был одним из тех, кто принимал решение о не допуске многолетнего лидера норвежской сборной Бьёрндалена на зимнюю Олимпиаду в Пхёнчхане, для которого она могла стать седьмой в карьере. Так, в декабре 2017 года Мазе заявил, что его не устраивает форма биатлониста, и он собирается отстранить его от участия в этих Олимпийских играх. В итоге восьмикратный олимпийский чемпион, так и не смог квалифицироваться на олимпиаду, и вскоре завершил карьеру, хотя настаивал на том, что до игр в Пхёнчхане он сумел бы набрать форму и побороться за медали.            
Новая волна критики в отношении Мазе возникла после того как он рассказал, что январе 2019 года во время гонки преследования на этапе Кубка мира в Оберхофе применил в отношении Фуркада тактическую хитрость. Перед последней стрельбой Мазе послал своего коллегу по сборной Эгиля Кристиансена сказать Йоханнесу Бё, чтобы он прибыл первый на стрельбище. Это услышал Фуркад, который прибавил ходу и появился на огневом рубеже с небольшим отрывом от преследователя. Мазе сказал, что они сделали это намерено, для того чтобы Фуркад ускорился, прибыл на стрельбище с более интенсивным пульсом, что могло бы помешать французу отстреляться чисто. После этого он промахнулся дважды, в гонке победил Бё, а Фуркад занял только лишь четвёртое место. Такое поведение тренеров вызвало критику даже Бьёрндалена, который расценил это как провокацию и неспортивное поведение: «Меня задевает, что тренер на трассе во время гонки делает что-то, чтобы помешать королю биатлона Мартену Фуркаду. И использует личные знания своего коллеги, чтобы сломить Фуркада и выиграть гонку. Я не думаю, что это хорошо. Мне стыдно быть норвежцем, когда я слышу такое».           

## Ссылка
- Профиль на сайте Olympiatoppen